# 莱特省议会大厦

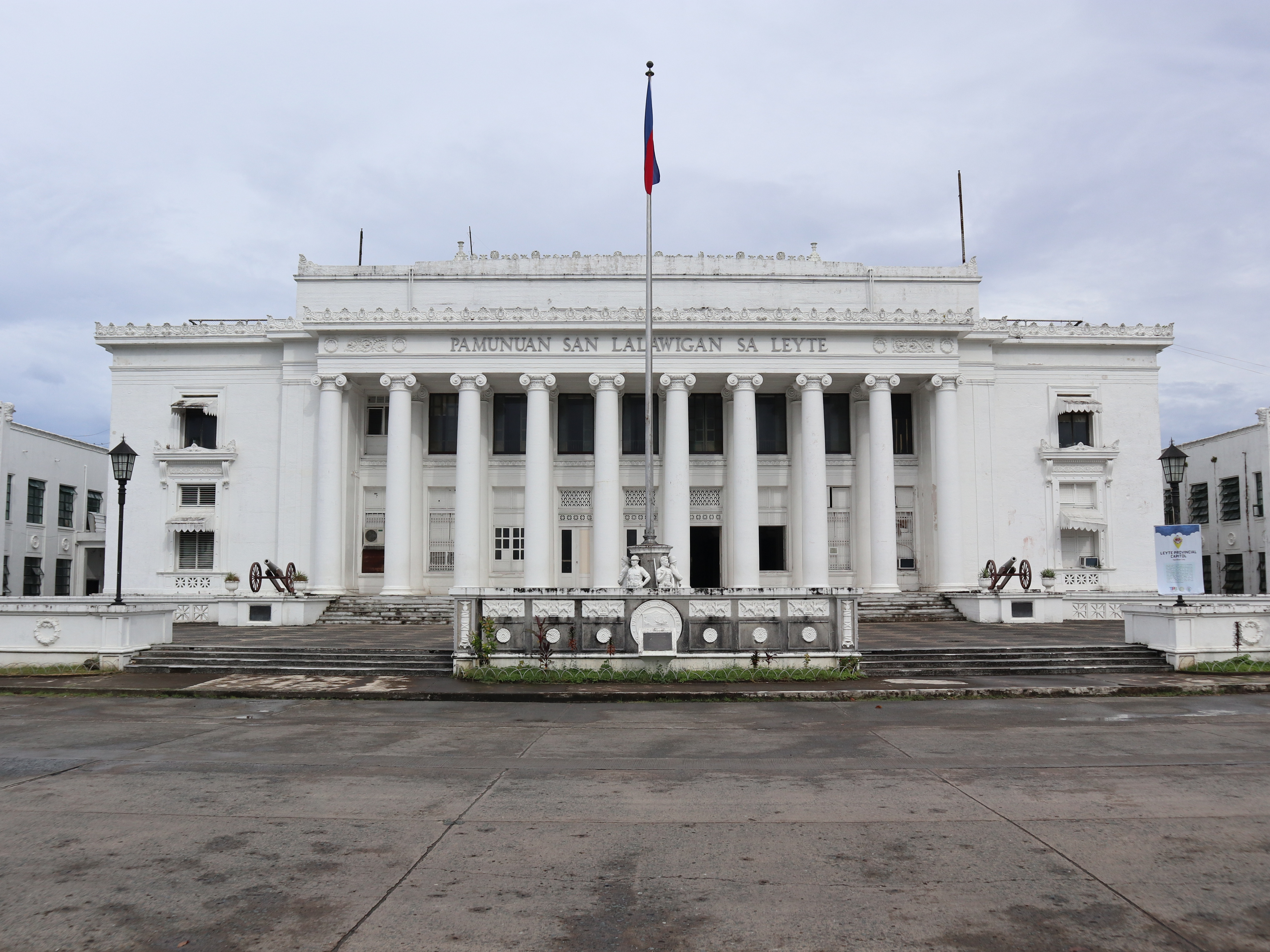

萊特省議會大廈（Leyte Provincial Capitol）在2019年之前一直是菲律賓萊特省的省政府所在地。這座位於獨魯萬市的歷史建築在第二次世界大戰期間還曾在1944年至1945年期間充當臨時國會大廈。

## 歷史
座落於獨魯萬市的萊特省議會大廈的歷史可以追溯到菲律賓美國統治時期。該建築物於1917年由時任萊特島總督薩爾瓦多·德米特里奧執政期間動工，並於1924年萊特島總督奧諾里奧·洛佩斯任職期間竣工並落成。萊特省議會大廈展現了新古典主義之建築特色。國會大廈建築群有一個主體結構，後面有一座立法大樓。
第二次世界大戰期間，日軍佔領菲律賓時，該建築物遭到損壞。1944年10月23日至1945年2月27日，隨著盟軍將菲律賓群島從日本的控制下解放，該建築物也成為菲律賓自由邦政府的所在地。塞爾吉奧·奧斯米納在美國將軍道格拉斯·麥克阿瑟的主持下在該棟大樓內宣誓就任總統。
1964年，時任萊特島總督小諾伯托·羅穆阿爾德斯任職期間，萊特省議會大廈進行了翻修。
2013年，該建築物遭受颱風海燕（菲律賓當地稱為超級颱風約蘭達）引發的風暴潮襲擊。 2015年，當地官員表示計劃將該建築物改建為博物館，同時仍保留國會大廈作為政要聚會場所。
2019年5月，萊特省議會大廈在2019年4月23日發生的2019年維薩亞斯群島地震中遭受進一步損壞後，萊特省政府決定放棄該大廈。即使已經對萊特省議會大廈進行了改造，萊特省政府還是決定繼續執行在帕洛建造新的省議會大廈並將原萊特省議會大廈改建為博物館的計劃。
萊特省議會大廈已被宣佈為菲律賓國家歷史地標。